# Tchadia Airlines
Tchadia Airlines war die nationale Fluggesellschaft des Tschad mit Sitz in N’Djamena und Basis auf dem Flughafen N’Djamena. Sie wurde 2018 durch den tschadischen Staat und Ethiopian Airlines gegründet. Der Eröffnungsflug fand am 1. Oktober 2018 statt. Im Januar 2022 stellte die Gesellschaft mangels funktionsfähiger Flugzeuge ihren Betrieb ein und kündigte im August 2022 die Insolvenz an.

## Flugziele
Tchadia Airlines bediente Ziele im Inland und Westafrika. Es wurden Flugnummern und der Code von Ethiopian Airlines genutzt.

## Flotte
Mit Stand März 2020 bestand die Flotte der Tchadia Airlines aus zwei Flugzeugen mit einem Durchschnittsalter von 7,4 Jahren:
| Flugzeugtyp            | Anzahl | bestellt | Anmerkungen | Sitzplätze |
| ---------------------- | ------ | -------- | ----------- | ---------- |
| De Havilland DHC-8-400 | 2      |          |             |            |
| Gesamt                 | 2      | –        |             |            |